# Pulquebereitung in Mexiko
Pulquebereitung in Mexiko (en español: La producción del pulque en México) es un documental alemán de 1936 dirigido por Hubert Schonger. El filme aborda sobre la historia del pulque mexicano, sus orígenes y producción.

## Sinopsis
El pulque es una bebida alcohólica tradicional de México que data desde la época prehispánica y se obtiene de las pencas de maguey y elabora a partir del aguamiel. A esta bebida se le atribuyen propiedades medicinales, como aliviar trastornos gastrointestinales, así como estimular el apetito. Pero no fue hasta el siglo XIX cuando el pulque alcanzó popularidad en su país de origen y un siglo más tarde, en el extranjero.
En los años 1930, Adolf Hitler y otros líderes nazis querían explorar nuevos conocimientos culturas y gastronómicos, debido a la atracción de Hitler por alimentos exóticos que pudiesen mantenerlo en buen estado de salud. Por lo que, tras enterarse de los beneficios del pulque para la salud, además de su mitología, Hitler envió a varios cineastas alemanes a México para investigar más a fondo sobre la llamada «bebida de los dioses», que el dictador veía como una especie de «pócima mágica» y una «consecución de la raza aria».

## Rodaje
La filmación se llevó a cabo en haciendas pulqueras del municipio de Apan, en el Estado de Hidalgo, con los tlachiqueros de la localidad.

## Conservación de la cinta
Tras la caída del Tercer Reich en 1945, el documental supuestamente se encontraba perdido, aunque décadas más adelante en 2007 esta fue localizado en el Centro de Cultura de Berlín.
Posteriormente en 2020, fue comprado por el empresario mexicano Javier Gómez Marín, un apasionado coleccionista del pulque, por 70 dólares a través de una subasta.